# Colline-Beaumont
Colline-Beaumont é uma comuna francesa na região administrativa de Altos da França, no departamento de Pas-de-Calais. Estende-se por uma área de 4,6 km². Em 2010 a comuna tinha 134 habitantes (densidade: 29,1 hab./km²).